# Carretera Tōkaidō

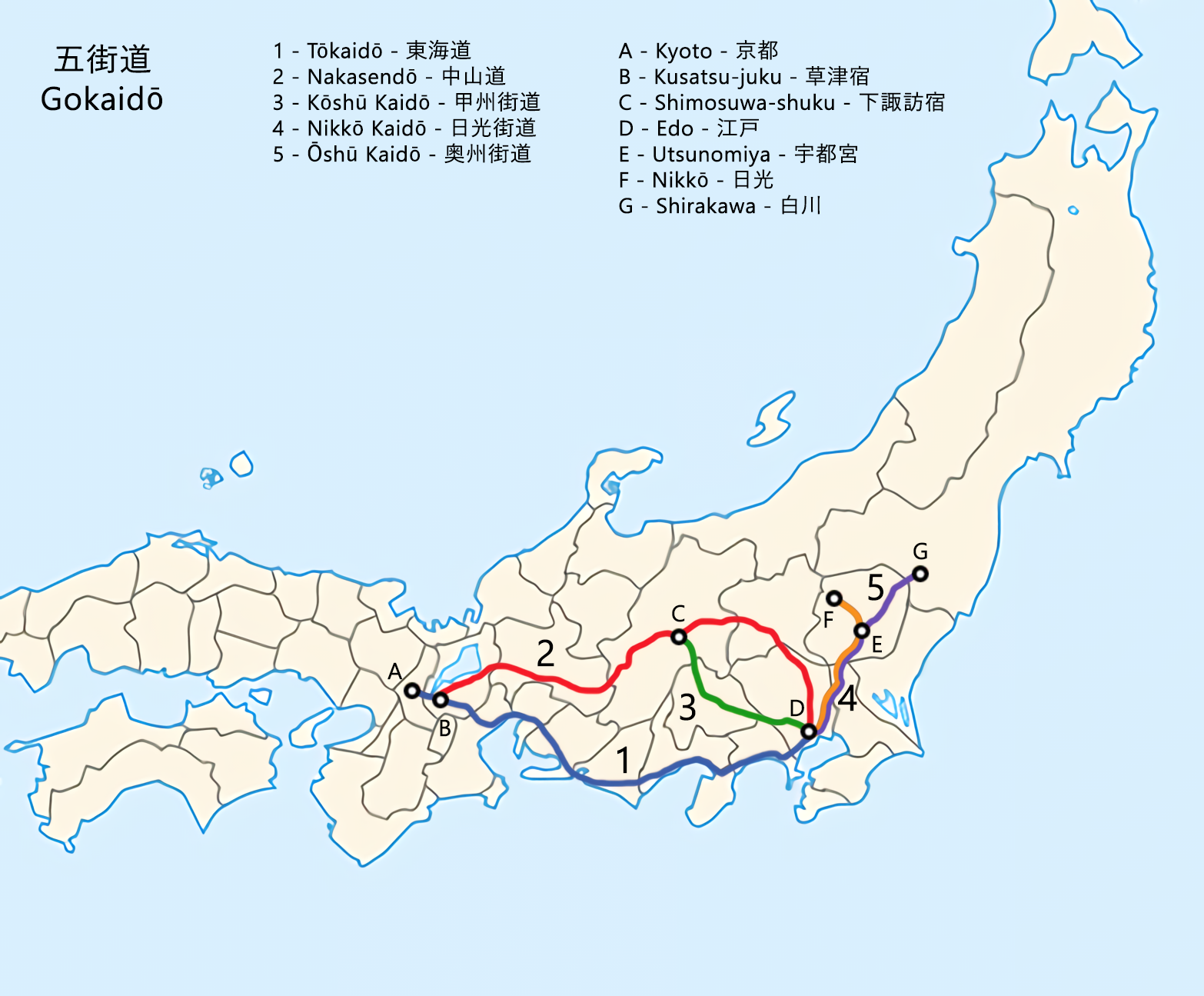
Las cinco principales rutas.

Tōkaidō (東海道, Camino del Mar del Este) fue la más importante de las Cinco Rutas del Período Edo, conectando a Edo (hoy en día Tokio) con Kioto, en Japón; a diferencia de la ruta interior Nakasendō menos transitada. Tōkaidō transcurría a lo largo de la costa del mar del este de Honshu, de ahí el nombre de la ruta.

## Historia
Las cinco rutas principales eran junto con Tōkaidō, Nakasendō, Kōshū Kaidō, Ōshū Kaidō y Nikkō Kaidō. Fuera de estas cinco principales rutas, existían otras menores, tales como las subrutas Mito Kaidō, Nagasaki Kaidō y Nankaidō.

### Viajando por Tōkaidō

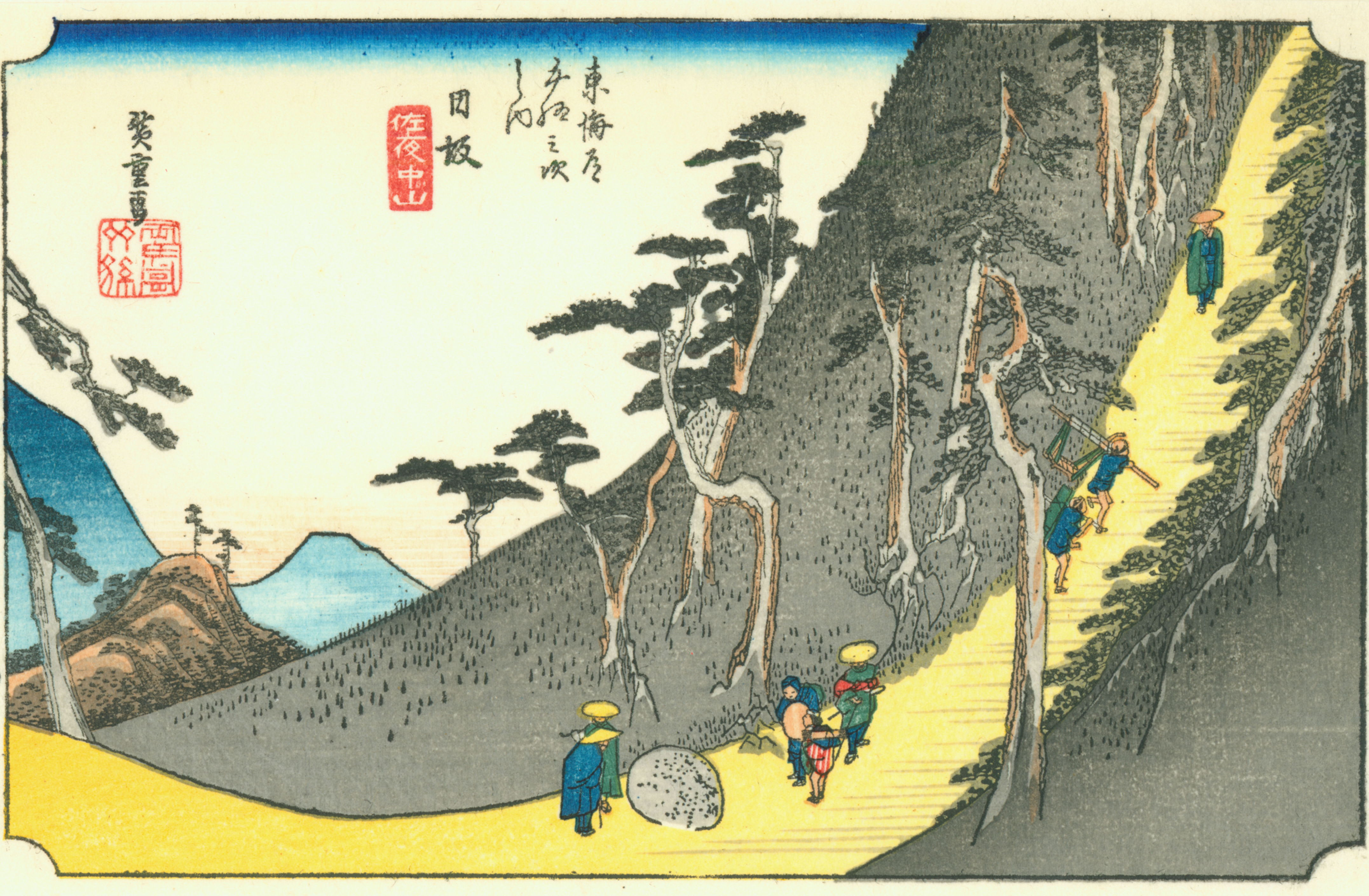
Nissaka-shuku, la vigésimo quinta estación de la Tōkaidō, tal cual como aparece en una ilustración ukiyo-e del maestro Hiroshige.

El método estándar de viaje era a pie, ya que los carros con ruedas eran casi inexistentes en el Antiguo Japón y las cargas pesadas se enviaban por lo general en barco. Los miembros de la clase alta, sin embargo, viajaban en kago trasportados por sirvientes. Las mujeres tenían prohibido viajar solas y tenían que ser acompañadas por hombres. Otras restricciones se establecieron para los viajeros, pero, si bien existían sanciones severas para estas normas sobre viajes, la mayoría no parecía que se aplicaran.
Como en las demás rutas, había estaciones de descanso aprobadas por el gobierno a lo largo de la Tōkaidō destinadas al descanso de los viajeros. Estas paradas consistían en estaciones con porteadores y establos de caballos, proporcionando alojamiento, comida e información sobre otros lugares que el viajero pudiera visitar. La Tōkaidō original se componía de 53 estaciones entre los puntos de terminación de Edo y Kyoto. Las 53 estaciones se tomaron de los 53 santos budistas que el acólito budista Sudhana visitó para recibir las enseñanzas en su búsqueda de la iluminación. En algunos puntos a lo largo de la ruta, había puestos de control donde los viajeros tenían que presentar permisos de viaje para pasar, como es el caso del Punto de Control de Hakone.
Casi no había puentes sobre los ríos más grandes, lo que obligaba a los viajeros a cruzar en transbordadores o mediante barqueros. Además, en un punto en Nagoya la carretera estaba bloqueada por varios ríos sucesivos y los viajeros eran transportados por mar en barco veintisiete km hasta la estación de Kuwana. Estos cruces de agua eran una fuente potencial de retrasos. Con buen clima, todo el viaje a pie podía realizarse en aproximadamente una semana, pero con condiciones meteorológicas adversas, el viaje podía durar hasta un mes.

## En la actualidad

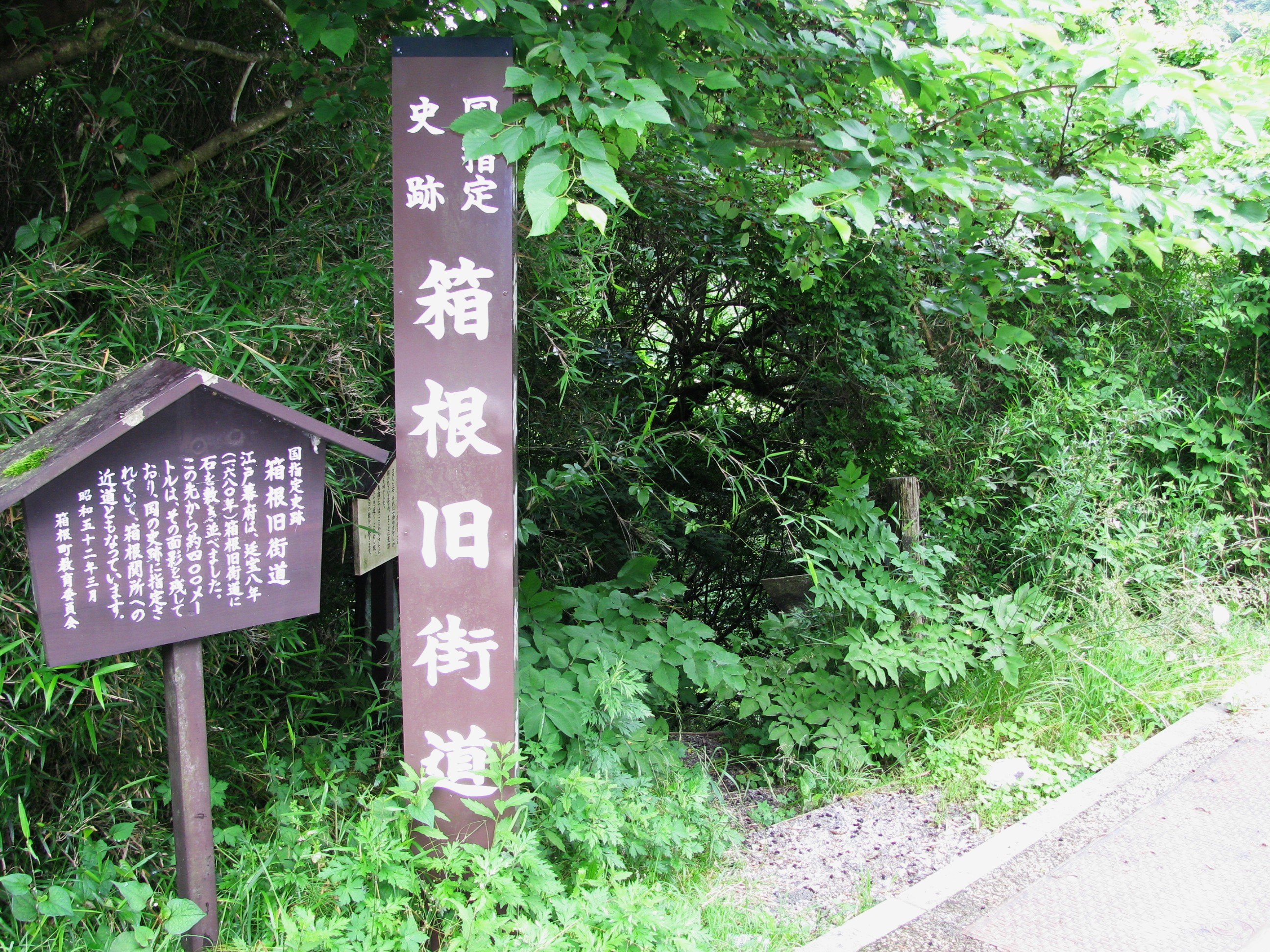
Antigua señalización de la ruta Tōkaidō.